# Ne le dis à personne
Ne le dis à personne (Brasil: Não Conte a Ninguém / Portugal: Não Digas a Ninguém) é um filme francês dirigido por Guillaume Canet e lançado em 2006. Esse filme é baseado no livro Tell No One do escritor americano Harlan Coben, lançado em 2001.
O filme conta a história de um médico que teve a esposa assassinada 8 anos atrás. Mas a recente descoberta de 2 corpos enterrados próximos ao local do crime e o recebimento de um e-mail misterioso dão uma reviravolta no caso, colocando-o como suspeito pela morte da esposa. Agora ele precisa provar sua inocência, descobrir a verdade e fugir de um assassino profissional. Para isso ele contará apenas com a ajuda de sua melhor amiga, de uma advogada durona e de um traficante de drogas.
Ne le dis à personne recebeu nove indicações para o premio César (cinema), onde ganhou quatro, inclusive nas categorias melhor ator e melhor diretor.